# Cimetière juif de Bischwiller
Le cimetière juif de Bischwiller est fondé à Bischwiller (Bas-Rhin, France) en 1866, les premières familles juives étant arrivées dans la ville en 1825. Il renferme plus de trois cents tombes. Il est localisé Rue des Cimetières 67240 Bischwiller.

## Histoire
Les premières familles juives arrivent à Bischwiller en 1825. Pourtant, La présence juive dans la ville date au moins du 14e siècle. Lors des persécutions de 1349, des références à celles commises à Bischwiller existent. Comme dans d'autres villes de la région les siècles suivants, les juifs sont autorisés à y travailler, mais non à y résider.

## Personnalités inhumées dans ce cimetière
- Aron Blin (le premier père de famille établi à Bischwiller)[2]
- Jonathan Fraenckel (1796-1859), oncle d’André Maurois[2]
- Claude Vigée[3],[4],[5]

## Mémoire de la Shoah
- En 1951, une stèle est érigée en mémoire des victimes de la Shoah avec une liste de trente-six noms pour Bischwiller et quatorze pour Schirrhoffen[2].